# Пшеросль
Пшеросль (пол. Przerośl) — село в Польщі, у гміні Пшеросль Сувальського повіту Підляського воєводства.
Населення — 830 осіб (2011).
У 1975-1998 роках село належало до Сувальського воєводства.

## Демографія
Демографічна структура станом на 31 березня 2011 року:
|          | Загалом | Допрацездатний вік | Працездатний вік | Постпрацездатний вік |
| -------- | ------- | ------------------ | ---------------- | -------------------- |
| Чоловіки | 399     | 88                 | 260              | 51                   |
| Жінки    | 431     | 89                 | 245              | 97                   |
| Разом    | 830     | 177                | 505              | 148                  |